# Ferid Murad
Pour les articles homonymes, voir Murad.
Ferid Murad, né le 14 septembre 1936  à Whiting (Indiana) et mort le 4 septembre 2023 à Menlo Park (Californie),, est un biologiste et pharmacologiste américain d'origine albanaise, corécipiendaire du prix Nobel de physiologie ou médecine en 1998.

## Biographie
Né le 14 septembre 1936 à Whiting dans l'Indiana (États-Unis), Ferid Murad fait ses études à la Western Reserve University (devenue ensuite Case Western Reserve University) à Cleveland dans l'Ohio, où il obtient un doctorat en 1965. 
Parallèlement à ses activités cliniques, il enseigne la pharmacologie à la faculté de médecine de l'université de Virginie, à Charlottesville, de 1975 à 1981, puis à l'université Stanford de 1981 à 1989 et à l'université du Nord-Ouest en 1988. 
Alors qu'il exerce à Stanford, il se lance dans le secteur privé, en devenant vice-président des laboratoires Abbott, de 1988 à 1992, puis président de la Molecular Geriatrics Corporation de 1993 à 1995. En 1997, il enseigne à la faculté de médecine de l'université du Texas à Houston.
En 1998, Ferid Murad reçoit avec Robert Furchgott et Louis J. Ignarro le prix Nobel de physiologie ou médecine pour « leurs découvertes concernant l'oxyde nitrique, une nouvelle molécule de signalisation dans le système cardiovasculaire ».

## Apports scientifiques
Pharmacologue américain, prix Nobel de physiologie ou médecine en 1998 (conjointement à Robert Furchgott et Louis Ignarro), pour avoir découvert que le monoxyde d'azote (NO) agit comme une molécule de signalisation pour le système cardio-vasculaire. Par l'ensemble de leurs travaux, ces chercheurs ont dévoilé un mécanisme, jusque-là complètement inconnu, qui commande aux vaisseaux sanguins de l'organisme de se relâcher et de se dilater. 
En 1977, Ferid Murad démontre que la nitroglycérine, ainsi que plusieurs médicaments pour le cœur de la même famille, agit en augmentant le diamètre des vaisseaux sanguins dans l'organisme. Robert Furchgott et Louis Ignarro ont travaillé sur ces bases. Aux alentours de 1980, Furchgott observe que les cellules de l'endothélium, la couche intérieure de la paroi des vaisseaux sanguins, produisent une molécule de signalisation jusque-là inconnue, qu'il appelle facteur relaxant dérivé de l'endothélium (ou EDRF, pour endothelium-derived relaxing factor). Cette molécule signale aux cellules musculaires lisses présentes dans la paroi des vaisseaux sanguins qu'elles doivent se relaxer. Ignarro mena des recherches indépendamment du travail de Furchgott. Celles-ci lui permirent de découvrir, en 1986, que l'EDRF était du monoxyde d'azote. Ces travaux ont conduit au développement d'un médicament contre l'impuissance, le citrate de sildénafil (Viagra) et dévoilé de nouvelles approches pour comprendre et traiter d'autres maladies.
Ferid Murad a également reçu pour ses travaux le prix Albert-Lasker pour la recherche médicale fondamentale, en 1996. Il a écrit avec Louis Ignarro un ouvrage sur le monoxyde d'azote : Nitric Oxide : Biochemistry, Molecular Biology, and Therapeutic Implications (1995).

## Prix et distinctions
- 1996 : Prix Lasker pour la recherche médicale fondamentale
- 1998 : Prix Nobel de physiologie ou médecine